# Roupa Nova
Roupa Nova es una banda brasileña formada en la década de 1980 en estado brasilero do Rio de Janeiro. todavía se encuentra en plena actividad.

## Historia
La banda surgió en 1980, formada por Paulinho (percusión y vocal), Serginho (batería, voz y vocal), Nando (bajo, voz y vocal), Kiko (guitarra, viola y vocal), Cleberson Horsth (teclados y vocal) e Ricardo Feghali. Surgió debido a los cambios en 1978 en el grupo llamado Os Famks. Ese mismo año, Roupa Nova defendió la canción "No Colo D'el Rey" en el festival MPB Shell , grabando poco después el primer disco que ya tenía grandes éxitos en la radio como Canção de Verão, Bem Simples , Sapato Velho y Roupa . Nova , canción de Milton Nascimento y Fernando Brant que dio origen al nombre del grupo desde entonces.
En 1982, la banda se consagró en la escena nacional con el lanzamiento del segundo disco de su carrera, que incluía clásicos como Clarear, tema de la telenovela Jogo da Vida de Rede Globo, Lumiar, Vira de Lado, Vôo Livre y Simplemente que entraron en la banda sonora de la telenovela Paraíso.  En el mismo disco estaba la canción Estado de Graça , incluida en la banda sonora nacional de la telenovela Campeão de TV Bandeirantes . 
El siguiente álbum, lanzado en 1983, impulsó la carrera del grupo con el éxito nacional de la canción Anjo , banda sonora de la telenovela Guerra dos Sexos de TV Globo, estando entre las diez canciones más tocadas en la radio de todo Brasil ese año.  Del mismo álbum, Roupa Nova también presentó la balada Sensual , que se convirtió en la banda sonora de la telenovela Voltei Pra Você de Rede Globo y O Direito de Nascer de SBT , así como los éxitos Boa Viagem ,Tudo Desarrumado y  Fora do Ar.
En 1984, Roupa Nova se mantuvo en las listas con el lanzamiento del cuarto álbum de su carrera, que incluía, entre otros, los éxitos Whisky a Go Go, Chuva de Prata, Tímida, Não Dá y Com Você Faz Sentido . 
En el mismo año, Roupa Nova grabó a dúo con Gal Costa en la canción Chuva de Prata , que fue un éxito en las radios de todo Brasil y cuya versión se convertiría en el tema de la telenovela Um Sonho a Mais en Rede Globo, transmitida el año siguiente. El éxito Whiskey a Go Go fue incluso el tema de apertura de la trama, lo que demostró el éxito del grupo en las bandas sonoras.
Al año siguiente, 1985, Roupa Nova lanzaría el que sería su álbum más exitoso, trayendo varios de sus grandes éxitos, como Dona, Segui na Trem Azul, Linda Demais, Sonho, Corações Psicodélicos y Show de rock'n roll. .  El álbum alcanzó la marca de los 2,2 millones de discos vendidos, conquistando discos de oro, platino, doble platino e impulsando la carrera de la banda, que cada año se hacía más popular. 
En 1986, el hit Um Sonho A Dois , compuesto por Michael Sullivan y Paulo Massadas, conquistó las radios de todo Brasil en colaboración de la cantante Joanna convirtiéndose en el tema de la telenovela Corpo Santo de Rede Manchete al año siguiente. . 
El sexto álbum de la banda Herança sería lanzado en 1987, y nuevamente un gran éxito de ventas, superando la marca del millón de copias vendidas.  Éxitos como Volta Pra Mim, A Força do Amor, Cristina y De Volta Pro Futuro coparon las radios de todo Brasil y el grupo estuvo presente en los principales programas de TV de la época.  Del mismo álbum, también se destacan las canciones Sexo Frágil, tema de la película homónima, Um Toque , tema de la película Romance da Empregada  y el tema principal, Herança , cantado a dúo con Fagner .
En 1988, sale al mercado el séptimo álbum de la banda, titulado Luz, un éxito de ventas repleto de grandes éxitos como Meu Universo É Você y Vício que dominaron las listas de éxitos y los espectáculos de auditorio. Este álbum, al igual que el anterior, está compuesto por canciones originales que contribuyeron a consolidar la carrera y la personalidad de la banda, también se destacan las canciones Filhos , en dueto con Trem da Alegria , Romântico Demais y Chama , que entraron en la banda sonora de la telenovela Que Rei Sou Eu , de la Rede Globo. 
En 1989, a dúo con José Augusto , Roupa Nova grabó Eu e Você que se incluyó en la banda sonora de la telenovela Tieta nuevamente en la Red Globo.

### Década de 1990
Abriendo la década de 1990, Roupa Nova permanece en las listas de éxitos con el exitoso Frente e Versos de 1990, impulsado por el megaéxito, Coração Pirata, tema de la telenovela de Rede Globo Rainha da Sucata y trayendo la aclamada versión a cappella de Yesterday de The Beatles. En el mismo disco, también hubo canciones exitosas como Amo Em Silêncio, Cartas, Asas do Prazer, Mistérios e incluso una asociación internacional con el grupo The Commodores en Esse Tal de Repi Enroll que entró en la banda sonora nacional de la telenovela Meu Bem Meu Mal de Red Globo. 
Al año siguiente el grupo lanzó su primer álbum en vivo, Roupa Nova Ao Vivo , trayendo los grandes sencillos lanzados en los primeros diez años de carrera de la banda en versiones en vivo como, Lumiar, Roupa Nova, Anjo, Sapato Velho, Clarear, Linda Demais, Volta Pra Mim, A Força do Amor, Chama, Siguiendo en el Tren Azul, Rock'n Roll Show, Coração Pirata y Whiskey à Go-Go , además de la regrabación de Todo Azul do Mary la inclusión de dos canciones inéditas que se convirtieron en grandes éxitos, Felicidade e Começo, Meio e Fim, ambos temas de la telenovela Felicidade de la Rede Globo, que engloban la apertura y a la pareja principal formada por Tony Ramos y Maitê Proença respectivamente. 
En el mismo año, Roupa Nova, que grabó el tema original de Rock In Rio en 1985,  fue elegida por primera vez para subir al escenario del festival, donde desfilaron con sus grandes éxitos ante un numeroso público teniendo como invitado especial al cantautor de Minas Gerais, Beto Guedes con quien grabaron a dúo la canción Todo azul do mar para el disco Cais de Ronaldo Bastos, también lanzado en 1991. 
En 1992, se lanzó al mercado latino y en Estados Unidos el álbum The Best En Español, que reúne 13 grandes éxitos de la banda traducidos al español, con énfasis en la canción Zapato Viejo, una versión del clásico Sapato Velho lanzado en el primer álbum de la banda en 1981 y que esta vez contó con solos vocales de los seis integrantes del grupo.
El grupo también interpretaría la canción Ser Mais Feliz, grabada exclusivamente para la banda sonora de la telenovela Despedida de Solteiro en Rede Globo siendo el tema del personaje Bianca, interpretado por la actriz Rita Guedes
En 1993, la banda lanzó su undécimo álbum, titulado De Volta ao Começo con reinterpretaciones de clásicos de la música brasileña grabados originalmente por artistas como Gonzaguinha , Roberto Carlos, Os Paralamas do Sucesso, Os Mutantes, O Terço, Taiguara, Sérgio Sampaio y Milton Nascimento , entre otros, con énfasis en las canciones De Volta ao Começo, tema de la telenovela Renascer de la Rede Globo, Ando Meio Disconnected , tema de la telenovela Sonho Meu también de la Rede Globo, Universo no Teu Corpo, Meu Erro y Maria Maria que años después, en 2007, también se convertiría en tema de telenovela, esta vez en la Rede Record, formando parte de la banda sonora de Caminhos do Coração.
Al año siguiente, Roupa Nova lanzó otro álbum exitoso Vida Vida y gracias a la popularidad de la canción A Viagem, que se convirtió en el tema de apertura de la telenovela del mismo nombre en Rede Globo, la banda se mantuvo durante meses en la lista de éxitos y una presencia constante en los principales programas de TV. Del mismo disco, se destaca la canción Os Corações Não São Iguais , otro éxito radiofónico y que, tras la grabación original de Roupa Nova, ya ganó versiones con artistas como Marcos e Belutti y Bonde do Forró, además de los éxitos Louca Paixão y Coração Aberto . 
En 1995, se lanzó la compilación Novela Hits, que reúne algunos éxitos destacados que el grupo tuvo en las telenovelas brasileñas, incluida la inédita Ibiza Dance, canción instrumental que fue el tema de apertura de la telenovela Explode Coração de Rede Globo, que en el mismo álbum todavía aparece en una versión remix producida por DJ Memê, versión que también fue incluida en la banda sonora de la misma telenovela. 
Son los actuales plusmarquistas en bandas sonoras de telenovelas con más de 30 canciones.  Además de ellos, "Videogame" se convirtió en la banda sonora del Jornal da Manchete de la extinta Rede Manchete .  Los temas más famosos son " Canção de Verão " de la telenovela As Três Marias de 1980, " Bem Simples " de la telenovela O Amor É Nosso de 1981,  " Anjo " de la telenovela Guerra dos sexos en 1983,  "Dona " (Roque Santeiro de 1985), " A Viagem " ( A Viagem, 1994), " Coração Pirata " ( Reina de la chatarra , 1990) y también "Felicidade" y "Começo, Meio e Fim", ambos temas de la telenovela Felicidad de 1991.
El grupo también estuvo presente en la grabación original de otros tres temas muy conocidos. El " Tema de la Victoria " utilizado en las transmisiones de las carreras de Fórmula 1 en la Red Globo , inmortalizado en las victorias del piloto brasileño Ayrton Senna, el tema del Rock in Rio en 1985  y también el tema de apertura del programa Video Show de TV Globo. 
2000
Aún en las telenovelas, la canción "Amor de Índio", grabada para el disco Ouro de Minas, formó parte de la banda sonora de dos telenovelas de la Rede Globo. El primero en 2001, Estrela Guia, tema de los personajes de Sandy y Guilherme Fontes y el segundo en 2007 Desire Proibido, tema del personaje Laura, interpretado por Fernanda Vasconcellos.
En 2001, el grupo lanzó el álbum Ouro de Minas, compuesto por 12 canciones de compositores de Minas Gerais, entre ellos Milton Nascimento, Beto Guedes, Flávio Venturini, Lô Borges, Samuel Rosa y João Bosco , con la participación especial de los cantantes Ivete Sangalo, Zélia Duncan, Elba Ramalho, Sandra de Sá y Luciana Mello . Con este disco, Roupa Nova ganó el Premio Caras de Música en 2002 en la categoría de mejor grupo popular, compitiendo con Araketu y Art Popular .. 
En 2004, la banda lanzó su primer DVD RoupAcústico que se convirtió en un gran éxito de público y crítica y le siguió RoupaAcústico 2, que en menos de una semana vendió más de 70.000 copias.  Los dos lanzamientos acústicos ayudaron a renovar la audiencia de la banda. Se hizo común y frecuente la presencia de un público formado por adolescentes y jóvenes en los espectáculos del grupo.
En junio de 2005, Roupa Nova resultó ganadora del TIM Music Award en la categoría Canción Popular, recibiendo dos galardones: el de mejor disco con RoupAcústico ,  compitiendo con Beleza Roubada de Dulce Quental  y Outros Planos de la banda 14 Bis y el premio al mejor grupo compitiendo con Red y 14 Bis. 
En 2007, la banda recibió nuevamente el TIM Music Award , esta vez en la categoría Canción Popular como mejor grupo con el disco RoupAcústico 2, compitiendo con el grupo The Originals . 
En 2007, el grupo fue uno de los invitados especiales de Roberto Carlos en el programa Roberto Carlos Especial, transmitido por la Rede Globo,  con el que cantaron las canciones "Se Você Pensa", " Whiskey a Go Go "  y " A Paz”, y este último también contó con la participación especial del coro Canarinhos de Petrópolis . 
En 2008, la banda viajó a Londres para grabar el álbum Roupa Nova em Londres , lanzado en 2009. Concebido por Ricardo Feghali , el álbum fue grabado en los famosos Abbey Road Studios , famosos por ser el estudio utilizado por los Beatles en sus grabaciones. En este álbum, la banda rinde homenaje a los Beatles con una versión de la canción " She's Leaving Home ".  El álbum también contó con una aparición especial de la banda inglesa Ben's Brother en la canción "Reacender". 
También en 2009, la banda recibió uno de los premios más importantes de la música mundial, el Grammy Latino , en la Categoría Mejor Álbum Pop Contemporáneo Brasileño , esta vez compitiendo con Ivete Sangalo , Jota Quest , Skank y Rita Lee 
Una característica de la banda son el registro de bandas sonoras en novelas (32 temas en total); por ejemplo la canción "Videogame" es la banda sonora de Jornal da Manchete. En 2004 lanzó su propio sello discográfico, "Roupa Nova Music".
El 14/12/2020 falleció Paulinho, a sus 68 años, por complicaciones derivadas de la COVID-19, si bien había superado la infección. Su cuerpo fue incinerado dos días después, en una ceremonia restringida a familiares y amigos cercanos en el Memorial do Carmo, en la región portuaria de Río de Janeiro.
Después de la muerte de Paulinho, los demás integrantes de la banda realizaron reuniones para definir el futuro del grupo y se decidió que Fábio Nestares, quien desde 2015 había reemplazado a Paulinho ocasionalmente en algunas giras, sería el nuevo integrante de Roupa Nova, teniendo como funciones la percusión y voz principal en algunas canciones. La decisión se tomó con base en el rango vocal similar al de Paulinho y también porque Fábio ya había actuado con la banda. Por lo tanto, Nestares dejó las bandas en las que era el vocalista principal (Mr. Phoenix y Rádio Taxi), uniéndose oficialmente a Roupa Nova en junio de 2021.

## Discografía
- 1981: Roupa Nova (1981) - 70.000
- 1982: Roupa Nova (1982) - 90.000
- 1983: Roupa Nova (1983) - 250.000 (disco de platino)
- 1984: Roupa Nova (1984) - 500.000 (doble disco platino)
- 1985: Roupa Nova (1985) - 1.300.000 (Diamante)
- 1987: Herança - 750.000 (triple disco de platino)
- 1988: Luz - 400.000 (Platino)
- 1990: Frente e Versos - 200.000 (Oro)
- 1991: Ao Vivo - 600.000 (doble disco Platino)
- 1992: The Best en Español - 100.000 (Oro)
- 1993: De Volta ao Começo - 150.000 (Oro)
- 1994: Vida Vida - 100.000 (Oro)
- 1995: Novela Hits - 100.000 (Oro)
- 1996: 6/1 - 50.000
- 1997: Através dos Tempos - 70.000
- 1999: Agora Sim - 100.000 (Oro)
- 2001: Ouro de Minas - 80.000
- 2004: RoupaAcústico - 350.000 (doble disco Platina)
- 2006: RoupaAcústico 2 - 100.000 (Oro)
- 2007: Natal Todo Dia
- 2008: 4U - For You
- 2009: Roupa Nova em Londres
- 2010: Roupa Nova 30 Anos
- 2012: Cruzeiro Roupa Nova

## DVD
- RoupaAcústico (2004)
- RoupaAcústico 2 (2006)
- Roupa Nova Em Londres (2009)
- Roupa Nova 30 Anos (2010)